# Wojbórz

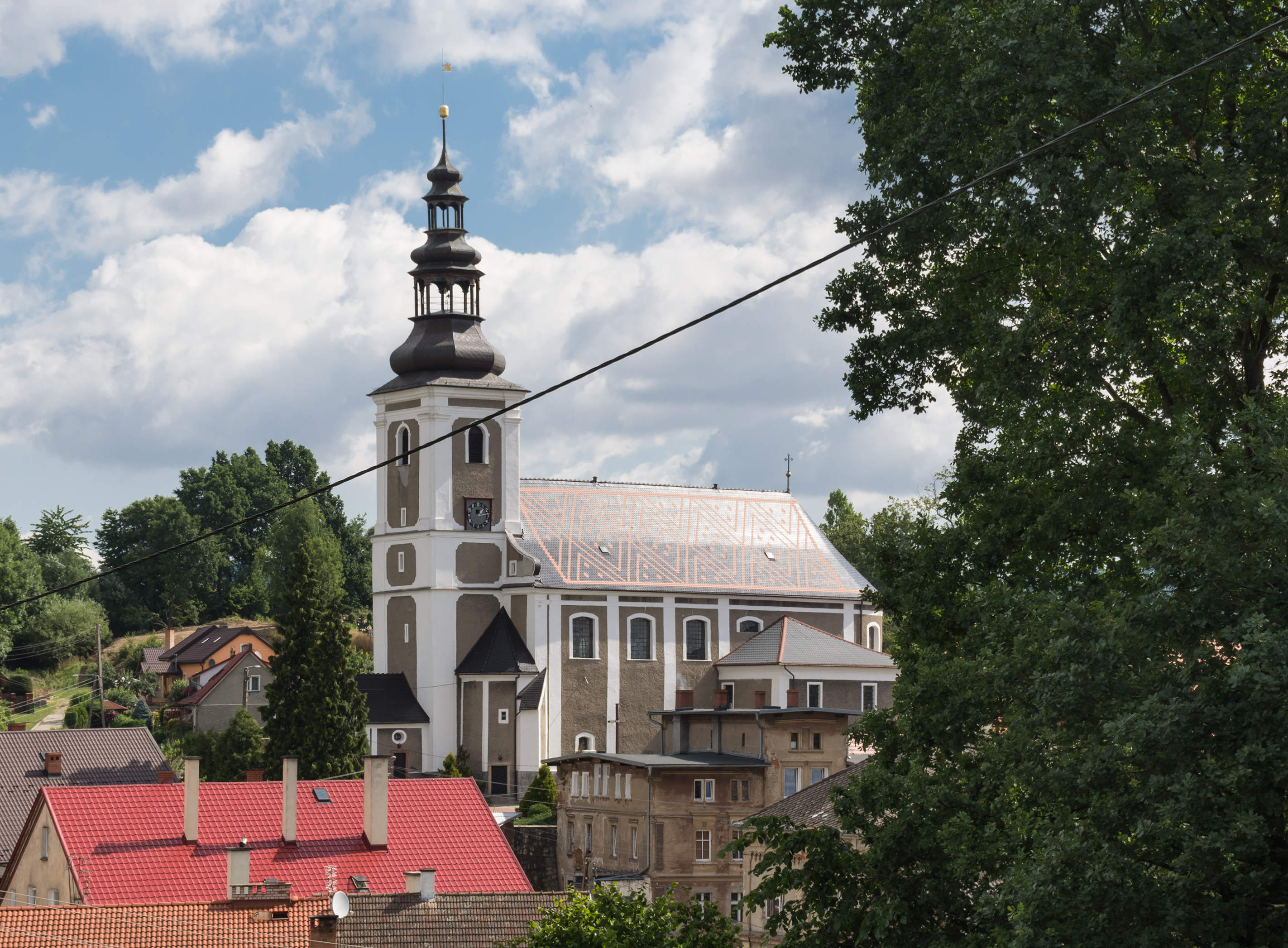
Pfarrkirche St. Georg

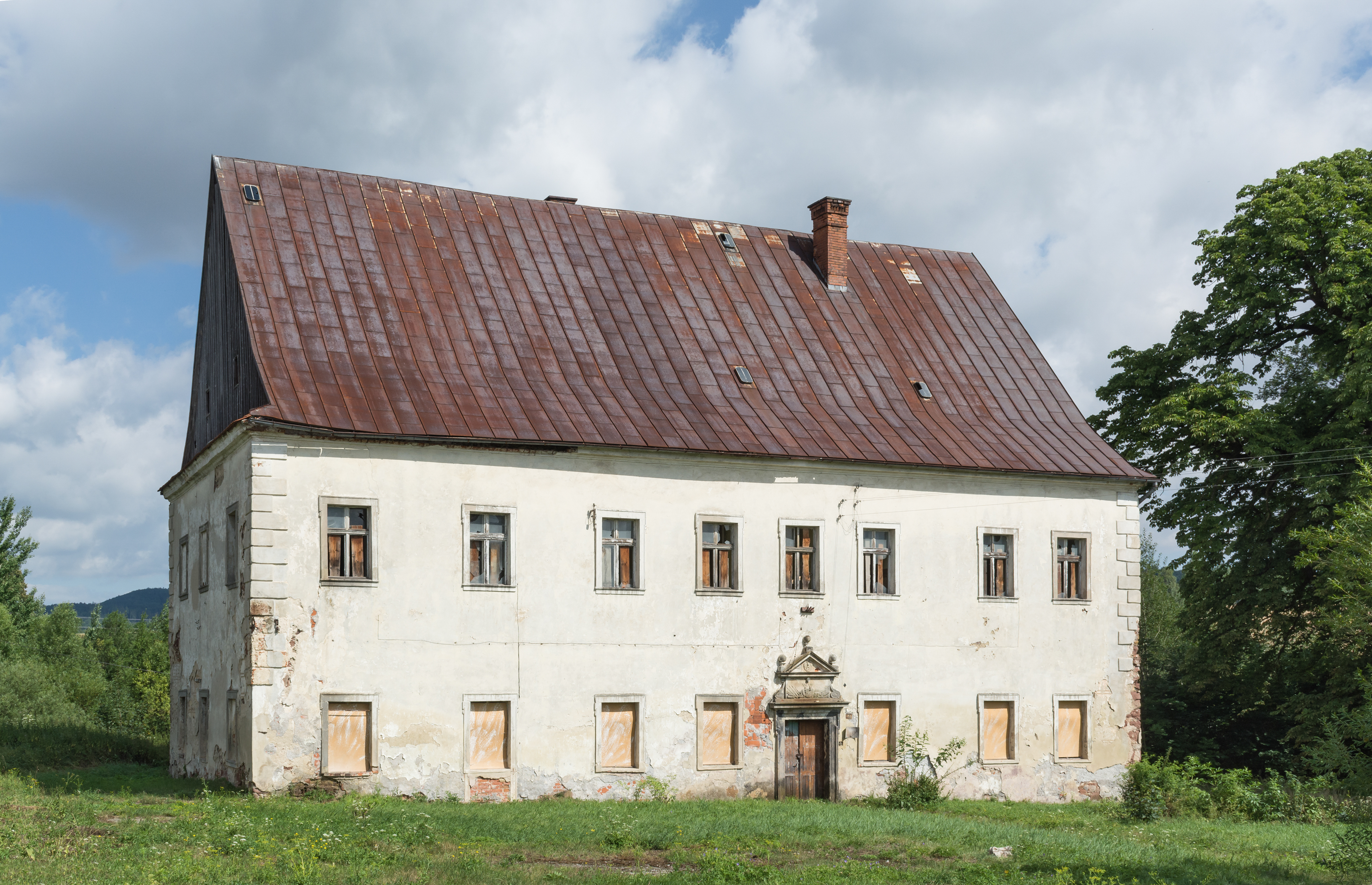
Historischer Gutshof von 1688

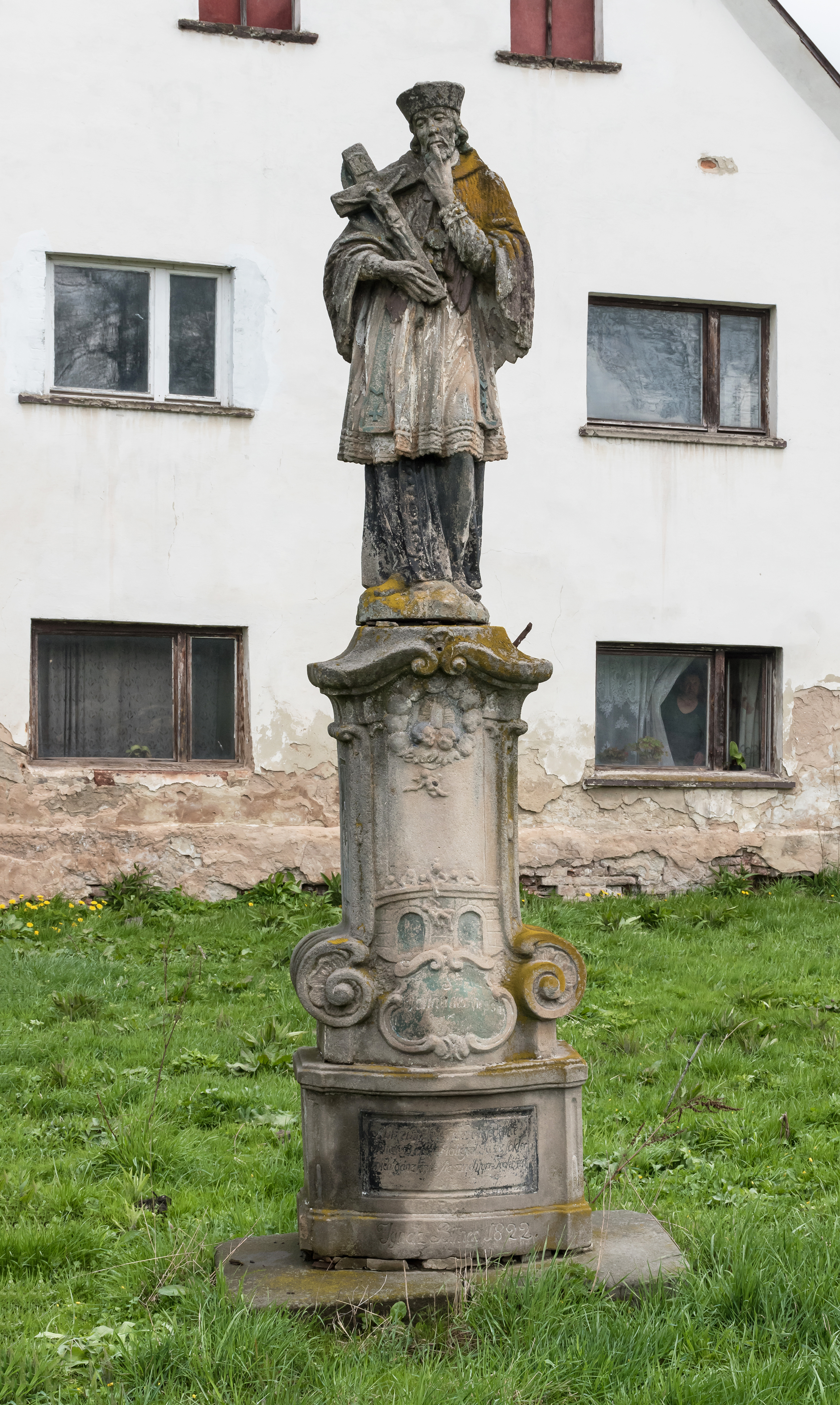
Statue des böhmischen Landesheiligen Johannes Nepomuk

Wojbórz (deutsch Gabersdorf; lateinisch Gebhardi villa) ist ein Ort in der Landgemeinde Kłodzko im Powiat Kłodzki der Wojewodschaft Niederschlesien in Polen. Wojbórz liegt acht Kilometer nördlich von Kłodzko (Glatz).

## Geographie
Wojbórz liegt am nordwestlichen Fuß des Warthagebirges (polnisch Góry Bardzkie). Nördlich erhebt sich der 667 m hohe Berg Hupprich (Słup). Nachbarorte sind Wilcza (Wiltsch) im Nordosten, Opolnica (Giersdorf) und Morzyszów (Morischau) im Westen, Młynów (Mühldorf) im Südosten, Ścinawica (Steinwitz) im Süden, Łączna (Wiesau) im Südwesten, Bożków (Eckersdorf) im Westen und Czerwienczyce (Rothwaltersdorf) im Nordosten.

## Geschichte
Gabersdorf wurde als Reihendorf angelegt und erstmals 1337 mit einem Titz von Zischwitz auf „Gebhardsdorf“ und Albendorf erwähnt. 1342 gehörte es dem Nickel von „Gewartsdorf“. Weitere Schreibweisen waren 1358 „Gebhartsdorf“, „Gebehardisdorf“ (1361), „Gäbersdorf“ (1560/1597) und schließlich 1631 „Gabersdorf“. Es war Sitz der gleichnamigen Herrschaft und gehörte zum böhmischen Glatzer Land, mit dem es die Geschichte seiner politischen und kirchlichen Zugehörigkeit von Anfang an teilte. In älterer Zeit bestand es aus zwei Anteilen:
- Der Dominialanteil war zunächst ein Lehen der Krone Böhmen und als solches ein Stammgut der Herren von Zischwitz (Tschischwitz, Czeschwicz). Erster namentlich bekannter Besitzer war 1337 Titz von Zischwitz, bei dessen Nachkommen der Dominialanteil bis 1625 verblieb. In diesem Jahr wurden Christoph, Abraham und Joachim von Zischwitz, denen der Dominialanteil sowie die drei herrschaftlichen Vorwerke in Gabersdorf gehörten, wegen ihrer Teilnahme an der böhmischen Ständeaufstand von 1618 vom Kaiser Ferdinand II. in dessen Eigenschaft als König von Böhmen enteignet. Ihren Besitz erhielt 1625 der Freiherr Urban von Pötting, auf dessen Antrag hin der Kaiser 1628 das Lehen zu einem Erbgut umwandelte. Im selben Jahr erwarb dieses Allodialgut der kaiserliche Kämmerer und Glatzer Landeshauptmann Rudolph Philipp von Liechtenstein-Kastelkorn. Aufgrund eines Vertrages tauschte dieser 1630 seine Besitzungen in der Grafschaft Glatz mit dem kaiserlichen Reichshofrat Johann Baptist Weber zu Pisemberg gegen dessen in Schwaben gelegene Herrschaft Krumbach. Johann Baptist Weber starb 1640, und die Herrschaft Gabersdorf erbte seine Tochter Catharina, die mit dem kaiserlichen Hofkriegsrat Ernst von Traun verheiratet war. 1653 verkauften Catharina und Ernst von Traun ihre Güter in Gabersdorf und Rothwaltersdorf an den kaiserlichen Hofkriegsrat Heinrich Degner von Degenheim. Nach dessen Tod 1668 erbte die Güter sein Sohn Johann Lorenz Degner von Degenheim und nach diesem 1688 dessen Tochter Anna Catharina, die seit 1680 mit dem Freiherrn Stanislaus Philipp von Kurzbach verheiratet war. Sie verkauften ihre ererbten Güter Gabersdorf, Rothwaltersdorf, Mühldorf, Morischau und Wiltsch dem Eckersdorfer Grundherrn Johann Ernst von Götzen (1667–1707). Nachdem dessen Enkel Johann Joseph von Götzen 1771 kinderlos starb, erbten dessen Besitzungen zunächst seine drei Schwestern und 1780 der Neffe Anton Alexander von Magnis.

- Das Freirichtergut gelangte nach verschiedenen Besitzern 1477 an Christoph von Zischwitz, dessen Nachkommen es bis zur Vereinigung mit dem Dominialanteil besaßen.[2]

Nach dem Ersten Schlesischen Krieg 1743 kam Gabersdorf zusammen mit der Grafschaft Glatz mit dem Hubertusburger Frieden 1763 an Preußen. Um 1800 gehörten zur Herrschaft Gabersdorf die Dörfer Gabersdorf, Neuhof, Böhmischer Wald und Wiesau sowie Gutsanteile in Mühldorf und Wiltsch. Für diese Zeit sind nachgewiesen: eine Pfarrkirche, ein Pfarrhaus, ein Schulgebäude, drei Vorwerke, ein herrschaftliches Wohnhaus, zwei Kretschame, zwei Mehlmühlen, 32 Bauern sowie 101 Gärtner und Häusler. Unter den damals 1090 Einwohnern waren je ein Bäcker, Schmied, Schneider, Schuhmacher, Töpfer und Wagner sowie zwei Tischler.
Nach der Neugliederung Preußens gehörte Gabersdorf ab 1815 zur Provinz Schlesien und wurde 1816 dem Landkreis Glatz eingegliedert, mit dem es bis 1945 verbunden blieb. 1874 wurde der Amtsbezirk Gabersdorf gebildet, dem die Landgemeinden Gabersdorf, Mühldorf, Wiesau und Wiltsch sowie Gutsbezirke Gabersdorf, Mühldorf und Wiesau zugewiesen wurden.
Als Folge des Zweiten Weltkriegs fiel Gabersdorf 1945 mit dem größten Teil Schlesiens an Polen. Nachfolgend wurde es in Wojbórz umbenannt. Die deutsche Bevölkerung wurde, soweit sie nicht vorher geflohen war, 1946 vertrieben. Die neu angesiedelten Bewohner waren teilweise Zwangsumgesiedelte aus Ostpolen, das an die Sowjetunion gefallen war. 1975–1998 gehörte Wojbórz zur Woiwodschaft Wałbrzych (Waldenburg).

## Sehenswürdigkeiten
- Die Pfarrkirche St. Georg (Kościół Św. Jerzego) wurde erstmals 1349 erwähnt und um 1733 als Saalkirche mit Stichkappengewölbe neu errichtet. Die barocke Ausstattung stammt aus der zweiten Hälfte des 18. Jahrhunderts. Auf den seitlichen Pforten des Hochaltars befinden sich Figuren der hll. Petrus und Paulus. Sie Seitenaltäre enthalten Gemälde der hll. Michael und des böhmischen Landesheiligen Johannes Nepomuk
- Der Kirchhof ist von einer Mauer von 1733 umgeben. Im überwölbten Durchgang befinden sich zwei Nischen mit Heiligenfiguren.
- Das barocke Pfarrhaus mit Satteldach stammt aus der ersten Hälfte des 18. Jahrhunderts.